# Kano Pillars Football Club
Maillots
Actualités
Le Kano Pillars Football Club est un club de football nigérian basé à Kano.

## Historique
- 1990 : Fondation du club par fusion du Wreca FC, Kano Holden Star et du Bank of the North FC

Le club participe à cinq reprises à la Ligue des champions africaine, en 2009, 2011, 2013, 2014, et enfin 2015. Il atteint les demi-finales de cette compétition en 2009.

## Palmarès
- Championnat du Nigeria (4) :
  - Champion : 2008, 2012, 2013 et 2014
  - Vice-champion : 2010

- Coupe du Nigeria : (1)
  - Vainqueur : 2019
  - Finaliste : 1991

- Supercoupe du Nigeria :
  - Finaliste : 2012

## Joueurs emblématiques
- Ahmed Musa
- Junior Lokosa